# Provincia di Tiaret
La provincia di Tiaret (in arabo ولاية تيارت‎?, Wilaya Tiyārat, in berbero Tahert) è una delle 58 province dell'Algeria. Prende il nome dal suo capoluogo Tiaret. Altre località della provincia sono Frenda, Bougara e Medrissa.

## Popolazione
La provincia conta 846.823 abitanti, di cui 427.358 di genere maschile e 419.465 di genere femminile, con un tasso di crescita dal 1998 al 2008 dell'1.6%.

## Distretti
La provincia è suddivisa in 14 distretti:

1. Tiaret • 2. Sougueur • 3. Aïn Deheb • 4. Aïn Kermes • 5. Frenda • 6. Dahmouni • 7. Mahdia • 8. Hamadia • 9. Ksar Chellala • 10. Medroussa • 11. Mechraa Safa • 12. Rahouia • 13. Oued Lilli • 14. Meghila.

Nella tabella sono riportati i comuni della Provincia, suddivisi per distretto di appartenenza.
| Distretto                  | Comuni                                                            |
| -------------------------- | ----------------------------------------------------------------- |
| Distretto di Aïn Deheb     | Aïn Deheb · Chehaima · Naima                                      |
| Distretto di Aïn Kermes    | Aïn Kermes · Madna · Medrissa · Djebilet Rosfa · Sidi Abderahmane |
| Distretto di Dahmouni      | Dahmouni · Aïn Bouchekif                                          |
| Distretto di Frenda        | Frenda · Aïn El Hadid · Takhemaret                                |
| Distretto di Hamadia       | Hamadia · Bougara · Rechaiga                                      |
| Distretto di Ksar Chellala | Ksar Chellala · Serghine · Zmalet El Emir Abdelkader              |
| Distretto di Mahdia        | Mahdia · Aïn Zarit · Nadorah · Sebaïne                            |
| Distretto di Mechraa Safa  | Mechraa Safa · Djillali Ben Amar · Tagdemt                        |
| Distretto di Medroussa     | Medroussa · Sidi Bakhti · Mellakou                                |
| Distretto di Meghila       | Meghila · Sebt · Sidi Hosni                                       |
| Distretto di Oued Lilli    | Oued Lilli · Sidi Ali Mellal · Tidda                              |
| Distretto di Rahouia       | Rahouia · Guertoufa                                               |
| Distretto di Sougueur      | Sougueur · Faidja · Si Abdelghani · Tousnina                      |
| Distretto di Tiaret        | Tiaret                                                            |